# (13520) Félicienrops
13520 Felicienrops (1990 VC6) – planetoida z pasa głównego asteroid okrążająca Słońce w ciągu 4,17 lat w średniej odległości 2,59 j.a. Odkryta 15 listopada 1990 roku.